# 木村繪理子
木村繪理子（日语：／ Kimura Eriko），日本女性音響監督。東北新社音響字幕製作事業部（原外畫製作事業部）首席導演。影像技術學院聲優科講師。出身於神奈川縣橫濱市。

## 人物
木村繪理子在一家影片製作公司工作後，於1989年加入東北新社。在擔任外國片製作部負責人後，她自2016年4月1日起擔任現職。她專門負責指導配音，但自2004年的《烘焙王》以來，她還擔任過動畫作品的音響監督，包括吉卜力工作室的作品。

## 參加作品

### 電視動畫
2004年
- 烘焙王（—2006年）[1]

2005年
- CLUSTER EDGE（—2006年）

2006年
- 結界師（—2007年）[1]

2008年
- 深淵傳奇（—2009年）

2010年
- 四疊半神話大系[1]

2011年
- TIGER & BUNNY[1]

2014年
- 乒乓 THE ANIMATION[1]
- 鋼彈G之復國運動[1]
- 強盜的女兒（錄音演出）

2016年
- 男子啦啦隊!!

2017年
- 將國戡亂記[3]

2018年
- Double Decker！刑事雙雄

2019年
- 夢幻之星Online2 神諭篇章[6]

2020年
- 別對映像研出手！[7]
- 安雅與魔女（錄音演出）

2021年
- 迷宮標記者[8]

2022年
- 平家物語[9]
- 徹夜之歌[10]

2023年
- 天國大魔境[11]

2024年
- 夜晚的水母不會游泳
- 膽大黨[12]

### 電影動畫
2008年
- 崖上的波妞（錄音演出）[1]

2010年
- 借物少女艾莉緹（配音演出）[1]

2011年
- 來自紅花坂（配音演出）

2012年
- 劇場版 TIGER & BUNNY -The Beginning-（音響監督）

2013年
- 風起（配音演出）[1]

2017年
- 春宵苦短，少女前進吧！（音響監督）[13]
- 宣告黎明的露之歌（音響監督）[13]
- 瑪麗與魔女之花（配音演出）

2018年
- 機動戰士鋼彈NT（音響監督）[14]
- 企鵝公路（音響監督）

2019年
- 乘浪之約（配音演出）[15]
- 劇場版 G之復國運動（音響監督）

2021年
- 機動戰士鋼彈 閃光的哈薩威（錄音演出）[16]
- 扶桑花女孩之舞（音響監督）[17]

2022年
- 犬王（音響監督）
- 漂流家園（音響監督）

2023年
- 蒼鷺與少年（配音演出）

2024年
- 我的鬼女孩（音響監督）[18]
- 你的顏色（音響監督）

時期未定
- 機動戰士鋼彈 閃光的哈薩威：喀耳刻的魔女（錄音演出）[19]

### OVA
- 福星小子 障礙物游泳大會（日语：うる星やつら ザ・障害物水泳大会）（2010年）
- 機動戰士鋼彈UC（2010年）[1]

### 網路動畫
2015年
- 機動戰士鋼彈 Thunderbolt[1]

2018年
- 惡魔人 Crybaby[13]

2020年
- 日本沉沒2020[20]

2023年
- 歪小子史考特：火力全開

2024年
- 火爆猴觀察日記（日语：POKÉTOON#2024年版第2弾『怒りのオコリザル観察日記』）

### 外國作品

#### VHS、DVD、劇院公映版
- 法網邊緣（英语：A Civil Action (film)）
- 為你瘋狂（英语：Addicted to Love (film)）
- 愛麗絲夢遊仙境
- 老大靠邊閃2︰歪打正著
- 抓狂管訓班
- 安妮
- 真情難捨（英语：At First Sight (1999 film)）
- 何日君再來 ※VHS版。
- 復仇者聯盟：終局之戰[注 1]
- 神仙家庭
- 飛天舞（英语：Bichunmoo）
- 瀟灑有情天
- 辣嬤寫真（英语：Calendar Girls）
- 霹靂嬌娃
  - 霹靂嬌娃2：全速進攻
- 無法無天
- X情人
- 超級終結者（英语：Class of 1999）
- 與我共舞（英语：Dance with Me (Orleans song)）
- 怪誕黑家族[3]
- 城市警探（英语：Downtown (film)）
- 老爸！我被綁架了（英语：Excess Baggage (1997 film)）
- 大開眼戒
- 芙莉歐莎：瘋狂麥斯傳奇篇章
- 我和大天使家加百利（英语：Gabriel & Me）
- 冤家偷很大（英语：Gambit (2012 film)）
- 魔鬼剋星 ※影碟版。
- 瑪麗亞凱莉之星夢飛
- 狗男女（英语：Go (1999 film)）
- 荷魯斯之眼：王者爭霸
- 晚安，祝你好運
- 熱血橄欖隊（英语：Gridiron Gang）
- 孟漢娜電影版
- 哈利·波特系列[3]
  - 怪獸系列電影
- 英法情人（英语：Head in the Clouds (film)）
- 性福特訓班
- 新娘向後跑（英语：Imagine Me & You）
- 驚嚇沸點（英语：Intensity (film)）
- 決戰冰河（英语：Iron Will）
- 愛 找麻煩
- 飛天巨桃歷險記
- 風騷壞姐妹（英语：Jawbreaker (film)）
- 亞瑟王
- 愛情，不用翻譯
- 魔鏡，魔鏡
- 外星人報到（英语：My Favorite Martian (film)）
- 我的野蠻女友
- 料理絕配
- 瞞天過海：八面玲瓏
- 偷拐搶騙
- 我心屬於你
- 小飛俠彼得潘
- 偷嚐禁果的茱麗葉（英语：Polish Wedding）
- 波拉克和他的情人
- 黑色追緝令
- 巫山歸來記（英语：Return from Witch Mountain）
- 辣妹青春（英语：Riding in Cars with Boys）
- 親親小媽（英语：Stepmom (1998 film)）
- 一家之鼠[注 1]
  - 一家之鼠2
- 保姆俱樂部（英语：The Baby-Sitters Club (film)）
- 草地英熊（英语：The Country Bears）
- 納尼亞傳奇系列
- 祭童的危險生活（英语：The Dangerous Lives of Altar Boys）
- 異形地獄（英语：The Dark Hour (2006 film)）
- 失蹤時刻（英语：The Deep End of the Ocean (film)）
- 大獨裁者落難記
- 黃金羅盤
- 最後一曲
- 聖誕發明家（英语：The Man Who Invented Christmas (film)）
- 野鴨變鳳凰（英语：The Mighty Ducks (film)）
  - 野鴨變鳳凰2（英语：D2: The Mighty Ducks）
- 頑皮豹動畫秀（英语：The Pink Panther Show） ※非戲院首映版[注 2]
- 當幸福來敲門
- 沙地傳奇
- 3D劍客聯盟：雲端之戰 ※劇院公映版、影碟版。
- 玩命快遞
- 死亡日記
- T.S.旅行記
- 湯姆貓與傑利鼠
- 決戰異世界：進化時代
  - 決戰異世界：未來復甦
  - 決戰異世界：鬼哭狼嚎
- 鍥而不捨（英语：Veronica Guerin (film)）
- 奪命解碼（英语：Vidocq (2001 film)）
- 反斗智多星（英语：Wayne's World (film)）
- 野獸冒險樂園
- 飆風戰警
- 電子情書

#### 電視版
- 101真狗 ※朝日電視台版。
- 倩女幽魂II：人間道 ※東京電視台版。
- 騎士風雲錄 ※日本電視台版。
- A.I.人工智慧 ※TBS版。
- 48小時闖天關 ※日本電視台版。
- 瘋狂盯梢令（英语：Another Stakeout） ※日本電視台版。
- 世界末日 ※日本電視台版。
- 我不笨，所以我有話說 ※日本電視台版。
  - 我很乖因為我要出國 ※日本電視台版。
- 大兒子小爸爸（英语：Back to School） ※朝日電視台版。
- 絕地戰警2 ※朝日電視台版。
- 莫忘當年情（英语：Beaches (1988 film)） ※東京電視台版。
- 豆豆秀 ※日本電視台版。
- 警花拍檔（英语：Cagney & Lacey）
- 鬼馬小精靈（英语：Casper (film)） ※日本電視台版。
- 來去美國 ※日本電視台版。
- 酷爸的瘋狂假期（英语：Dadnapped）
- 再續前世情（英语：Dead Again）
- 衛國戰士黑狐16（英语：Defense Play） ※東京電視台版。
- 神秘約會
- 追情殺手 ※東京電視台版。
- 閣樓裡的花（英语：Flowers in the Attic (1987 film)） ※東京電視台版。
- 今生有約（英语：Forever Young (1992 film)） ※朝日電視台版。
- 威鯨闖天關（英语：Free Willy） ※朝日電視台版。
  - 威鯨闖天關2（英语：Free Willy 2: The Adventure Home） ※朝日電視台版。
- 情定巴黎（英语：French Kiss (1995 film)） ※日本電視台版。
- 第六感生死戀 ※朝日電視台版。
- 燃燒的心（英语：Heart of Dixie (film)） ※東京電視台版。
- 親愛的，我把孩子縮小了（英语：Honey, I Shrunk the Kids） ※富士電視台版。
- 十面埋伏 ※朝日電視台版。
- 他不笨，他是我爸爸 ※日本電視台版。
- 共同警戒區JSA ※日本電視台版。
- 侏羅纪世界 ※日本電視台版。
- 外太空殺人小丑
- 灰熊王（英语：King of the Grizzlies） ※迪士尼頻道新錄製版。
- 龍吻 ※東京電視台版。
- 看誰在說話（英语：Look Who's Talking） ※日本電視台版。
  - 看誰又在說話（英语：Look Who's Talking Too）
- 瘋狂麥斯：憤怒道 ※THE CINEMA（日语：ザ・シネマ）版。
- 烏龍密探擺黑幫（英语：Married to the Mob）
- 莫里斯的情人 ※東京電視台版。
- 極度冒險 ※朝日電視台版。
- MIB星際戰警 ※日本電視台版。
  - MIB星際戰警2 ※朝日電視台版。
- 終極密碼戰 ※朝日電視台版。
- 捕鼠氣 ※TBS版。
- 新娘不是我 ※日本電視台版。
- 紐約騎警 ※東京電視台版。
- 新娘百分百 ※日本電視台版。
- Out on Bail ※東京電視台版。
- 潘喬·巴恩斯（英语：Pancho Barnes (film)）
- 記憶裂痕 ※朝日電視台版。
- 幽靈終結者（英语：Pure Danger） ※東京電視台版。
- 陽光普照（英语：Purple Noon） ※STAR CHANNEL（日语：スター・チャンネル）版[1]。
- 斑馬快跑（英语：Racing Stripes）※日本電視台版。
- 紅血美國女孩（英语：Red Blooded American Girl） ※東京電視台版。
- 機器戰警 ※朝日電視台版。
- 致命羅密歐 ※日本電視台版。
- 逃命（英语：Run (1991 film)） ※東京電視台版。
- 原野奇俠 ※東京電視台版。
- 女人心海底針（英语：She-Devil） ※電視版。
- 靈異象限 ※富士電視台版。
- 實尾島風雲 ※朝日電視台版。
- 修女也瘋狂 ※日本電視台版。
  - 修女也瘋狂2 ※日本電視台版。
- 豔情風暴（英语：Stormy Monday (film)）
- 坦克奇謀父子兵（英语：Tank (film)） ※朝日電視台版。
- 摩天悍將（英语：Terminal Velocity (film)） ※朝日電視台版。
- 控訴 ※朝日電視台版。
- 沿灣少年（英语：The Bay Boy）
- 人鬼雙胞胎（英语：The Dark Half (film)） ※東京電視台版。
- 滑頭紳士闖通關（英语：The Distinguished Gentleman） ※朝日電視台版。
- 畢業生 ※東京電視台版。
- 森林王子（英语：The Jungle Book (1994 film)） ※機內上映版。
- 隨身變（英语：The Nutty Professor (1996 film)） ※日本電視台版。
- 救世主 ※東京電視台版。
- 歌劇魅影 ※日本電視台版。
- 真善美 ※東京電視台版。
- 攔劫戰警（英语：The Sweeper）
- 捍衛戰士 ※日本電視台版。
- 笑破鐵幕（英语：Top Secret!） ※朝日電視台版。
- 地鐵終結站（英语：Tube (film)） ※朝日電視台版。
- 颱風（英语：Typhoon (2005 film)） ※朝日電視台版。
- 出軌 ※朝日電視台版。
- 鬥犬 ※東京電視台版。
- 泡妞王子（英语：Up the Creek (1984 film)）
- 時空悍將 ※富士電視台版。
- 西城故事 ※東京電視台版。
- 男人百分百 ※日本電視台版。
- 我是誰 ※朝日電視台版。
- 飆風戰警 ※日本電視台版。

#### 外國影集
- 惡魔島
- 歡樂滿屋
- 歡樂再滿屋（英语：Fuller House (TV series)）[3]
- 半邊天
- 孟漢娜
- 護士當家[3]
- 童話小鎮
- 法網雄風（英语：The Guardian (TV series)）
- 一生兩次（英语：Twice in a Lifetime (TV series)）

#### 外國動畫
- 101忠狗續集：倫敦大冒險[注 3]
- 聖誕快遞3D
- 巴斯特與巧喜的溫馨聖誕夜（英语：Buster & Chauncey's Silent Night）
- 汽車總動員
  - 拖線狂想曲
  - 東京賽事
- 貓咪不跳舞
- 四眼天雞
- 食破天驚
  - 食破天驚2
- 石器小英雄[注 4]
- 海底總動員
  - 海底總動員2：多莉去哪兒？
- 快樂腳2
- Kuso小紅帽
- 尖叫旅社[3]
  - 尖叫旅社2
  - 尖叫旅社3：怪獸假期
- 未來小子
- 麥克邁：超能壞蛋
- 怪獸電力公司
  - 怪獸大學
- 嚕嚕米漫遊蔚藍海岸（英语：Moomins on the Riviera）
- 料理鼠王
- 致候吾友[注 5]
- 睡美人 ※1995年公開版。
- 一家之鼠3：野外求生記
- 鐘樓怪人2：老時鐘的秘密
- 超人特攻隊
- 鐵巨人
- 傑森一家電影版
- 獅子王2：辛巴的榮耀
- 獅子王3：Hakuna Matata
- 小美人魚2：重返大海
- 小王子
- 小熊維尼歷險記 ※BVHE版第2任。
  - 小熊維尼：新年新希望（英语：A Very Merry Pooh Year）
  - 迪士尼 小熊維尼新歷險記（英语：The New Adventures of Winnie the Pooh）
  - 小豬大行動（英语：Piglet's Big Movie）
  - 小熊維尼：嘟嘟的萬聖節歷險
  - 小熊維尼大電影
- 史努比 The Peanuts Movie
- 天鵝公主III：魔法寶藏之謎（英语：The Swan Princess III: The Mystery of the Enchanted Treasure）
- 湯姆貓與傑利鼠
  - 湯姆貓與傑利鼠：火星之旅（英语：Tom and Jerry: Blast Off to Mars）
  - 湯姆貓與傑利鼠：飆風天王（英语：Tom and Jerry: The Fast and the Furry）
  - 湯姆貓與傑利鼠：魔戒（英语：Tom and Jerry: The Magic Ring）
  - 湯姆傑利小故事
- 天外奇蹟
- 瓦力

### 遊戲
- 袋狼大進擊2：Cortex Strikes Back
- 音速小子大冒險
- 音速小子卡片（日语：ソニックシャッフル）
- 音速小子大冒險2
- 音速小子群英會（日语：ソニック ヒーローズ）
- 音速小子Advance 3
- 夏特
- 音速小子 (2006年版)
- 音速小子與秘密戒指（日语：Sonic and the Secret Rings）
- 音速小子與黑暗騎士（日语：ソニックと暗黒の騎士）
- 瑪利歐和音速小子在倫敦2012奧運會
- 音速小子世代
- 音速小子 失落世界

## 腳註

## 相關項目
- 日本動畫師列表（日语：アニメ関係者一覧）